# The Shiunji Family Children
«The Shiunji Family Children» (яп. 紫雲寺家の子供たち, Shiunji-ke no Kodomo-tachi, Діти сім'ї Шіунджі) — манґа написана та ілюстрована Реджі Міядзімою. Вона публікується в журналі сейнен-манґи Young Animal видавництва Hakusensha з лютого 2022 року. Аніме-серіал, створений студією Doga Kobo, прем'єра якого відбулася у квітні 2025 року і тривала по червень 2025 року.

## Сюжет
Арата Шіунджі — молодий хлопець, який живе зі своїми п'ятьма сестрами та молодшим братом. Через те, що він ніколи не мав дівчини, здається, що він і надалі залишатиметься самотнім. Проте одного дня його батько розкриває сім'ї шокуючу таємницю: він та його брати й сестри не є кровними родичами. Через це одкровення Арата опиняється у несподіваній ситуації.

## Персонажі
Арата Шіунджі (яп. 紫雲寺 新, Shiunji Arata)
Сейю: Юічіро Умехара
Головний герой і старший син сім'ї Шіунджі. Він одноліток Оуки і її близнюк.
Банрі Шіунджі (яп. 紫雲寺 万里, Shiunji Banri)
Сейю: Чіка Андзаї
Старша дочка сім'ї Шіунджі та студентка університету. Вона прагне стати медсестрою. Її люблять за добрий характер.
Сейха Шіунджі (яп. 紫雲寺 清葉, Shiunji Seiha)
Сейю: Маріка Коно
Друга найстарша дитина в сім'ї Шіунджі. Обдарована інтелектом, вона є найкращою ученицею в школі та випускницею свого класу.
Оука Шіунджі (яп. 紫雲寺 謳華, Shiunji Ōka)
Сейю: Такахасі Ріе
Третя найстарша дитина в сім'ї Шіунджі та «близнючка» Арати, яка є товариською та популярною.
Мінамі Шіунджі (яп. 紫雲寺 南, Shiunji Minami)
Сейю: Хана Хішікава
Сестра-близнючка Шіона, дуже спортивна та чемпіонка з тенісу. У неї є фан-клуб у школі, який складається переважно з дівчат.
Котоно Шіунджі (яп. 紫雲寺 ことの, Shiunji Kotono)
Сейю: Кана Ічіносе
Наймолодша дитина в сім'ї Шіунджі та учениця середньої школи. Вона відчуває почуття до Арати, незважаючи на те, що в минулому він її відхилив, і ці почуття лише посилилися після того, як стало відомо, що вони не є кровними родичами.
Шіон Шіунджі (яп. 紫雲寺 志苑, Shiunji Shion)
Сейю: Чіакі Кобаяші
Єдиний інший син у сім'ї Шіунджі та близнюк Мінамі. Він постійно носить шапку-біні та часто дає поради Араті.
Канаме Шіунджі (яп. 紫雲寺 要, Shiunji Kaname)
Сейю: Масакі Терасома
Прийомний батько братів і сестер Шіунджі, який несподівано розкриває їм, що вони всі не є кровними родичами, на 15-річчя Котоно. Незважаючи на це, показано, що він дуже любить і піклується про своїх дітей.

## Медіа

### Манґа
Написана та ілюстрована Реджі Міядзімою, манґа «Діти сім'ї Шіунджі» почала публікуватися в журналі сейнен-манґи Young Animal видавництва Hakusensha 25 лютого 2022 року. Hakusensha зібрала її розділи в окремі томи танкобон. Перший том вийшов 15 липня 2022 року. Станом на 29 травня 2025 року було випущено сім томів.
Манґа була ліцензована для видання англійською мовою в Північній Америці видавництвом Yen Press.

#### Томи
| - 1. «The Shiunji Family Secret» (яп. 紫雲寺家の秘密, Shiunji-ka no Himitsu) - 2. «Changes Among Siblings» (яп. 兄弟姉妹の変化, Keiteishimai no Henka) - 3. «The Fifth Daughter's Feelings» (яп. 五女の想い, Go On'na no Omoi) - 4. «The Second Daughter's Expectations» (яп. 次女の思惑, Jijo no Omowaku) | - 5. «The Fourth Daughter's Troubles» (яп. 四女の苦悩, Shi On'na no Kunō) - 6. «The First Daughter's Plea» (яп. 長女の願い, Chōjo no Negai) - 7. «The Third Daughter's Confession» (яп. 三女の告白, Sanjo no Kokuhaku) |

| - 8. «Like Family» (яп. 紫人として, Hitotoshite) - 9. «Training Minami» (яп. トレーニング南, Torēningu Minami) - 10. «Smartphone Banri» (яп. スマホ万里, Sumaho Banri) | - 11. «Twister Seiha» (яп. ツイスター清葉, Tsuisutā Seiha) - 12. «Splat-Ouka» (яп. すぷら謳華, Supura Ōka) - 13. «Special Someone» (яп. いいひと, Ii Hito) |

| - 14. «Trainer Arata» (яп. 新トレーナー, Arata Torēnā) - 15. «One Win for Her» (яп. 私の一勝, Watashi no Ichikatsu) - 16. «Score: Minami-Love» (яп. 南-0, Minami-Rabu) - 17. «Minami, the Fourth Daughter» (яп. 四女·南, Shi On'na Minami) | - 18. «Mother's Day» (яп. 母の日, Haha no Hi) - 19. «I Want to Be Stronger» (яп. 強くなりたい, Tsuyoku Naritai) - 20. «August 4th» (яп. 8月4日, Hachigatsu Yokka) |

| - 21. Suki Janai (яп. 好きじゃない) - 22. Katami (яп. 形見) - 23. Mitai Mono (яп. 見たいもの) - 24. Hontō no Kyōdai (яп. 本当の兄妹) | - 25. Ai ni Kuru Wake (яп. 会いにくるわけ) - 26. Mina ni Ienai (яп. 皆に言えない) - 27. Sukinahito (яп. 好きな人) |

| - 28. Jū mo Nai (яп. 10も無い) - 29. Zutto mae Kara (яп. ずっと前から) - 30. Risō no o Yomesan (яп. 理想のお嫁さん) - 31. Nando mo Mitekita (яп. 何度も見てきた) | - 32. «Suki" tte Ittara (яп. «好き"って言ったら) - 33. Ani ja Nakereba (яп. 兄じゃなければ) - 34. Hontō no "Kyōdai" (яп. 本当の"きょうだい») |

| - 35. Sonna Naka (яп. そんな仲) - 36. Itsumo to Chigau (яп. いつもと違う) - 37. Zuru Kutemo (яп. ズルくても) - 38. Ichiban Nanoni (яп. 一番なのに) | - 39. Soredemo Watashi wa (яп. それでも私は) - 40. Pajama Sensō (яп. パジャマ戦争) - 41. Josei to Shite (яп. 女性として) |

| - 42. Tamatama Desu yo (яп. たまたまですよ) - 43. "Tsura-sa" to "Koi" (яп. ”つらさ”と”恋”) - 44. Hakuba no Kishi (яп. 白馬の騎士) - 45. Ima Kono Shunkan (яп. 今この瞬間) | - 46. Shisutāzu o Warau no wa (яп. 妹達を笑うのは) - 47. Yoku Wakannē Kedo (яп. よく分かんねぇけど) - 48. Anata no Koto ga (яп. 貴方のことが) |

### Аніме
У лютому 2024 року було оголошено, що серія отримає адаптацію у вигляді аніме-телесеріалу. Його виробництвом займається студія Doga Kobo, режисером є Рьокі Каміцубо, сценаристом — Нобору Кімура, а за дизайн персонажів та головну анімацію відповідає Мікі Муто. Музику написали Аккі, Гіннодзьо Хоші та Шота Хоріе. Хоча перші два епізоди були показані на попередньому показі в United Cinemas Toyosu в Токіо 16 березня 2025 року, прем'єра серіалу відбулася 8 квітня 2025 року і тривала до 24 червня 2025 року на AT-X та інших мережах. Початковою музичною темою є пісня «Honey Lemon» (яп. ハニーレモン) у виконанні Nacherry, а кінцевою — «Like You o(>< = ><)o Love You?» у виконанні «Дітей сім'ї Шіунджі» (гурту, що складається з Чіки Андзаї, Маріки Коно, Ріе Такахаші, Хани Хішікави та Кани Ічіносе, які озвучують відповідних персонажів).
Серіал транслюється на Crunchyroll. Medialink ліцензувала серіал у Південно-Східній Азії та Океанії (крім Австралії та Нової Зеландії) для трансляції на YouTube-каналі Ani-One Asia.

#### Серії
| № серії | Назва серії   | Режисер(и)       | Сценарист(и)   | Режисер(и) анімації | Оригінальна дата показу |
| ------- | ------------- | ---------------- | -------------- | ------------------- | ----------------------- |
| 1       | «Що якщо...?» | Рьокі Каміцубо   | Нобору Кімура  | Рьокі Каміцубо      | 8 квітня 2025           |
| 2       | «Що тепер?»   | Рьокі Каміцубо   | Нобору Кімура  | Рьокі Каміцубо      | 15 квітня 2025          |
| 3       | «Поки що»     | Хіроші Харагучі  | Мічіхіро Цучія | Хіроші Харагучі     | 22 квітня 2025          |
| 4       | «Відповідно»  | Сон-Мін Кім      | Нобору Кімура  | Сон-Мін Кім         | 29 квітня 2025          |
| 5       | «Можливо»     | Кадзуе Комацу    | Мічіхіро Цучія | Юко Танака          | 6 травня 2025           |
| 6       | «Настав час»  | Куніо Фудзій     | Нобору Кімура  | Хадзіме Кавамура    | 13 травня 2025          |
| 7       | «Звісно»      | Міцухіро Усако   | Мічіхіро Цучія | Міцухіро Усако      | 20 травня 2025          |
| 8       | «Відтоді»     | Шуїчі Сасакі     | Нобору Кімура  | Хіроакі Йосікава    | 27 травня 2025          |
| 9       | «Ще ні»       | Кокі Учіномія    | Мічіхіро Цучія | Хіроакі Йосікава    | 3 червня 2025           |
| 10      | «Нарешті»     | Дайсуке Нішімура | Нобору Кімура  | Дайсуке Нішімура    | 10 червня 2025          |
| 11      | «Тоді»        | Шо Кітамура      | Мічіхіро Цучія | Шо Кітамура         | 17 червня 2025          |
| 12      | «Все ж»       | Рьокі Каміцубо   | Нобору Кімура  | Рьота Іто           | 24 червня 2025          |